# 圣大卫教堂
圣大卫教堂（希臘語：Όσιος Δαβίδ) 是希腊塞萨洛尼基的一座5世纪教堂. 在拜占庭时期，它是Latomou修道院的教堂，装饰有丰富的镶嵌画和壁画，具有很高的艺术性。在奥斯曼帝国时期，该建筑被改为Suluca 清真寺，直到1921年恢复为东正教教堂。
1988年，该堂作为塞萨洛尼基的早期基督教和拜占庭古蹟群的一部分，列为世界遗产。